# Excoecaria rectinervis
Excoecaria rectinervis là một loài thực vật có hoa trong họ Đại kích. Loài này được (Kurz) Kurz mô tả khoa học đầu tiên năm 1876.